# Скејтбординг
Скејтбординг (познат и као скејтање) назив је за екстремни спорт у којем особа (скејтбордер или скејтер) стоји на посебној дасци с точковима на две осовине (скејтеборду или скејту) те притом изводи разне трикове. Сам назив долази од две енглеске речи: skate, што значи „клизати” те board, што значи "даска". Скејтери или скејтбордери су припадници омладинске поткултуре и врсте спорта „скејтбординга” (енгл. skateboarding). Повезује се са екстремним акробацијама, уметношћу цртања графита, узбудљивим начином живота и побуном против владајућих вредности, слично панк поткултури. Скејтбординг су обликовали и утицали многи скејтери током година. Један извештај из 2009. године је утврдио да је тржиште скејтборда вредно процењених 4,8 милијарди долара прихода годишње, са 11,08 милиона активних скејтера у свету. Године 2016, најављено је да ће скејтборд бити представљен на Летњим олимпијским играма 2020. у Токију, и за мушке и за женске тимове.
Скејтбординг се развио 1970-их година у САД, а замах је доживио средином осамдесетих, након повећања дужине и распона даске, а самим тиме и точкова. Доминантна су два стила скејтања: стрит, скејтање на улици при чему се за трикове користи билошта по чему се даска може возити те верт (од vertical = „усправно”), стил који је типичан за разна такмичења која карактеришу већи скокови и већа висина извођења трикова, обично у посебно израђеним „полуцијевима” - half pipe.
Осим што је екстремни спорт, скејтбординг може бити и рекреација те својеврстан начин уметничког изражавања. Традиционално се повезује с другим урбаним супкултурним активностима, као што су BMX бициклизам, графити, панк (постоји и цео музички правац назван скејт панк), гранџ, хип хоп итд. Такође, даска за скејт може служити и као превозно средство.
Скејтбординг је честа тема филмова и видеоигара. Нека од најпознатијих имена скејтања су Родни Малин, Тони Хок, Стејси Пералта, Стив Кабаљеро, Боб Бернквист и други. Шон Вајт, двоструки олимпијски победник у сноуборду - дисциплина полуцеви, такође је првак у скејтбордингу на X Играма, играма екстремних спортова.

## Развој скејтбординга
Скејтбординг је настао 1940-их и 1950-их у Калифорнији и испрва се звао „улично сурфање”, пошто су сурфери тражили активност којом би се забавили док нема великих таласа. Први су скејтови биле обичне даске с причвршћеним точковима котураљки. Након што је нова занимација постала популарна, неке су предузећа почела с производњом дасака, обично направљених од неколико слојева слепљених дрвених плоча, које су на оба краја биле лагано подигнуте. Ти се први скејтови, осим по димензијама, нису превише разликовали од данашњих. Став на скејту (stance) био је сличан ставу на дасци за сурфање, јер су први скејтери били сурфери.
Популарност скејтања стално је расла те 1965. године нова активност добија и свој часопис, Skateboarder Magazine, који редовно излази од 1970-их, када скејтбординг поприма обрисе онога што је данас. Тих је година развијен скејт с точковима од полиуретана, који су трајношћу и управљивошћу далеко надмашивали пређашње точкове направљене од челика или пластике. То је донекле смањило и трошкове производње, а увелико је повећало приступачност скејта свакоме. Пажња се почела посвећивати и дизајну даске, тако да су осликани скејтови често били права уметничка дела. Осовине точкова (код скејтера познате као „мостови”) постале су квалитетније и „мекше”, чиме је даска била управљивија те су се створили предуслови за развитак сложенијих трикова.
Године 1976. суша у Калифорнији је испразнила бројне базене, које су затим скејтери почели да користе, што се узима за почетак верт скејтања. Године 1978. скејтер Алан Гелфанд изумео је трик којим је на одређени начин револуционирао скејтбординг. Притиском позадинске ноге на реп скејта и истовременим повлачењем предње ноге по дасци постиже се скок - оли, који је основа за све даљње трикове. Почели су се појављивати скејт паркови који су садржавали све популарне објекте за скејтовање, као што су овални базени, полуцеви, дуге еви за грајнд и сл. Са све већим висинама које су скејтери постизали појавило се питање сигурности, што је довело до тога да су се (посебно у верту) почеле користити кациге те штитници за лактове и колена. Упркос томе, озледе су до данас остале једно од обележја скејтбординга: Тони Хок, један од најпознатијих скејтера, признаје да је у скејтању сломио лакат те имао много огреботина, ишчашења и уганућа. Сигурност је била главни разлог затварања већег броја скејт паркова крајем 1970-их, јер су власници били присиљени да плаћају велике трошкове осигурања.
У осамдесетима је скејтбординг постао делом популарне културе и значајно је утицао на музику, моду и друге аспекте живљења. С појавом видео камера појавили су се и видео спотови о скејтбордингу, и данас најпопуларнији начин показивања вештина појединих скејтера. Неколицина врхунских возача (Кабалеро, Хок, Мален и други) прешла је у професионалце те им је скејтбординг постао главни извор прихода. Премда је скејтбординг крајем 1980-их изгубио на популарности, с појавом X Гејмса 1995. поново је доспео у жижу јавности. У новом је миленијуму скејтебординг постао изузетно популарна активност, присутна у филмовима, видеоиграма и генерално у популарној култури.

## Скејтбордингинг трикови
С појавом скате паркова и квалитетнијих скејтова, скејтери су створили бројне трикове који се деле у неколико основних категорија. Већина трикова започиње основним скоком (ollie).
|  |  |  |  |

### Флип
Флип трикови су они трикови које скејтер изводи окрећући даску у ваздуху ногом. Даска се може окренути предњом или стражњом ногом. Основни су трикови кикфлип, хилфлип и поп шове-ит.

### Граб
Граб (енг. за „хватање”) трикови углавном захтевају већу висину па се претежно изводе на полуцеви, на начин да скејтер у ваздуху руком хвата скејт. Најпознатији су инди граб, ервок, мадона, бенихана, тејл граб итд.

### Млевење
Трикови млевења изводе се при контакту једне или обе осовине („моста”) скејта с рубом зида или оградом. При извођењу ових трикова изузетно је важан осећај за равнотежу. Познати су 50-50, 5-0, ноусграјнд, крукид грајнд итд.
|  |  |  |  |

### Клизање
Клизачки трикови слични су грајнд триковима, само што уместо осовина, контакт с подлогом има даска или точкови (на којима се у том случају клизи, а не вози). Као и код грајнда, осећај за равнотежу пресудан је за извођење ових трикова. Познати трикови су тејилслајд (клизање на „репу” даске), ноусслајде (клизање на „носу” даске), фронтсајде липслајд и други.

### Ваздушни
Ваздушни трикови изводе се већином на верт такмичењима и често укључују велики ризик. Обично се састоје од комбинације ротације и граб трикова. Познати еријал трик, који изводи Тони Хок, назива се "900", због тога што се скејтер два и пол пута окрене око своје осе, односно изведе окрет од 900 ступњева.

### Лип
Лип трикови изводе се на рубу базена или полуцеви на начин да се предњи или задњи део даске на тренутак задржи на рубу.

### Слободни стил
Слободни стил или слободни начин је заједнички назив за бројне трикове који се изводе на равној површини. Често ти трикови могу бити део кореографије на одређену музику. Познати трикови слободног стила су мануал (трик у којем се скејт вози на једном или два точка), хандстанд (стоји се на рукама на дасци) итд. Аутор највећег броја трикова слободног стила је Родни Мален.

## Скејт
Став (енг. stance) означава положај скејтера на дасци. Може бити природни (regular), код којег је лева нога напред, а десна натраг, те „наопаки” (goofy, дословно „шашави”), код којег је десна нога напред, а лева натраг. Ово важи и за остале спортове на дасци, као што су сноубординг те сурфинг. Већина скејтера вози природним, а око четвртине наопаким ставом. Уколико скејтер једнако вешто барата с оба става, то се назива свич-фут. Трик који возач изводи док је у „слабијем” ставу такође се назива свич. С друге стране, fakie (од енг. fake = „лажно”) означава извођење трикова док се возач у природном ставу креће унатраг. Тако је трик ноли заправо оли изведен притиском на предњи уместо на стражњи део скејта, чиме се постиже скок унатраг.
Положај торза возача такође има своје називе: frontside (енг.  = „предњи”) означава да је горњи део тела окренут према смеру кретања, док backside (енг.  = „стражњи”) значи да је возач леђима окренут смеру кретања.
Скејтборд или скејт састављен је од три дела:
- Даска - обично је направљена од шперплоче, односно 7 до 9 слојева дрва слепљених заједно те има благо уздигнут нос и реп. Северноамерички произвођачи као материјал најчешће користе јавор, а честе су и даске од стаклопластике, бамбуса, смоле, кевлара, карбонских влакана, алуминијума те пластике. На горњу страну даске лепи се брусни папир, с циљем повећања трења између патика и даске, чиме се олакшава и поспешује управљање скејтом. Брусни је папир обично црн, а појављује се и у другим бојама, у зависности од дизајна скејта.[15]
- Мостови (осовине) скејта (енг. trucks) - причвршћују се на даску и повезују је с точковима. Најчешће су изграђени од алуминијске легуре како не би били претешки. Мост се састоји од два дела: базе (причвршћене вијцима за даску) и носача кроз којег пролази осовина. Између њих налазе се уметци од (најчешће) гуме, који служе за лакше окретање скејта. Мењањем тврдоће уметака постиже се лакше, односно теже скретање скејта, а праву меру сваки возач треба одредити сам.
- Точкови - најчешће су направљени од полуретана и долазе у различитим бојама и величинама у зависности од типа скејтања. Већи точковим (54–85 ) брже се окрећу те лакше прелазе преко неравнина. С друге стране, мањи точкови држе даску ближе тлу и траже мање снаге за убрзање, али је зато скејт с таквим точковима спорији. Такође се точкови деле према тврдоћи. Распон је од веома меких (индекс 75 на „Shore A” лествици) до веома тврдих (101 на „Shore A” лествици). Уобичајено, улични скејтери користе мање и тврђе точкове, пошто се с њима лакше изводе флип трикови (лакше се окреће скејт). Верт скејтери користе средње велике точкове (55-65 mm) како би постигли већу брзину потребну за извођење виших скокова. Највеће и најмекше точкове користе скејтери у дисциплинама слалом и спуст, јер се ту постижу највеће брзине, а точкови морају добро пријањати површини због потребе за наглим променама смера.

## Одећа, обућа и додаци
Премда не постоји службени кодекс одевања скејтера, доста се одјевних предмета може окарактеризирати типично скејтерским. То су у првом реду прешироке (baggie) панталоне или испране фармерице, кошаркашки дресови, мајице дугих рукава с капуљачом, мајице кратких рукава с натписом које се носе преко мајице дугих рукава, капе „шилтерице” с логом произвођача скејта те платнене патике с дебелим и равним ђоном. Такође се носе и дебеле „кариране” кошуље по којима су почетком 1990-их били препознатљиви припадници гранџ покрета (Шон Вајт је носио такву кошуљу приликом освајања златне медаље у сноуборду на ЗОИ 2010. у Ванкуверу.). Таква је одећа популарна код припадника млађе популације, чак и ако нису директно везани уз скејтбординг, а бројни произвођачи одеће специјализовали су се за ову моду. Професионални возачи код верта и скејт спуста носе и кациге, штитнике за лактове и колена те често и рукавице.